# Josef Ochs
Josef Ochs (ur. 31 marca 1905 w Schmitten, zm. 12 listopada 1987) – niemiecki oficer policji i SS-Obersturmführer. Brał udział w deportacjach Romów i Sinti. Przebywał w bunkrze Hitlera do 1 maja 1945 roku. Od 1951 do 1965 pracował w Federalnej Policji Kryminalnej Niemiec jako szef grupy wsparcia.

## Młodość
Josef Ochs urodził się w Schmitten 31 marca 1905 roku. Po ukończeniu szkoły średniej w 1925 roku studiował prawo i ekonomię na Uniwersytecie Johanna Wolfganga Goethego we Frankfurcie, Uniwersytecie Ludwika i Maksymiliana w Monachium oraz Uniwersytecie Fryderyka i Aleksandra w Erlangen. W 1933 roku uzyskał stopień doktora i rozpoczął pracę w fabryce swego ojca, gdzie pracował do września 1936 roku.

## Kariera w policji i w NSDAP
Na początku października 1936 Josef Ochs rozpoczął pracę w siłach policyjnych. W lipcu 1938 zdał z wynikiem dobrym egzamin na komisarza. Do NSDAP wstąpił w 1937, otrzymując numer członkowski 5927971. W lutym 1938 wstąpił do SS, otrzymując numer członkowski 290982. We wrześniu 1938 wziął ślub z córką farmaceuty, która była młodsza od niego o 13 lat. Para miała dwójkę dzieci. Z końcem tego samego roku Ochs został przeniesiony do Düsseldorfu.
15 lutego 1939 roku został mianowany na stanowisko detektywa w Kripo. Później, od końca 1939 do lipca 1941, pracował jako oficer odpowiedzialny za  deportacje do obozów koncentracyjnych. Brał udział w deportacjach Romów i Sinti.

## Po wojnie
Po wojnie do czerwca 1945 roku przebywał w centrum zatrzymań w Neuengamme. Później, od 1951 do 1965, pracował w Federalnej Policji Kryminalnej Niemiec jako szef grupy wsparcia.